# Ytterby

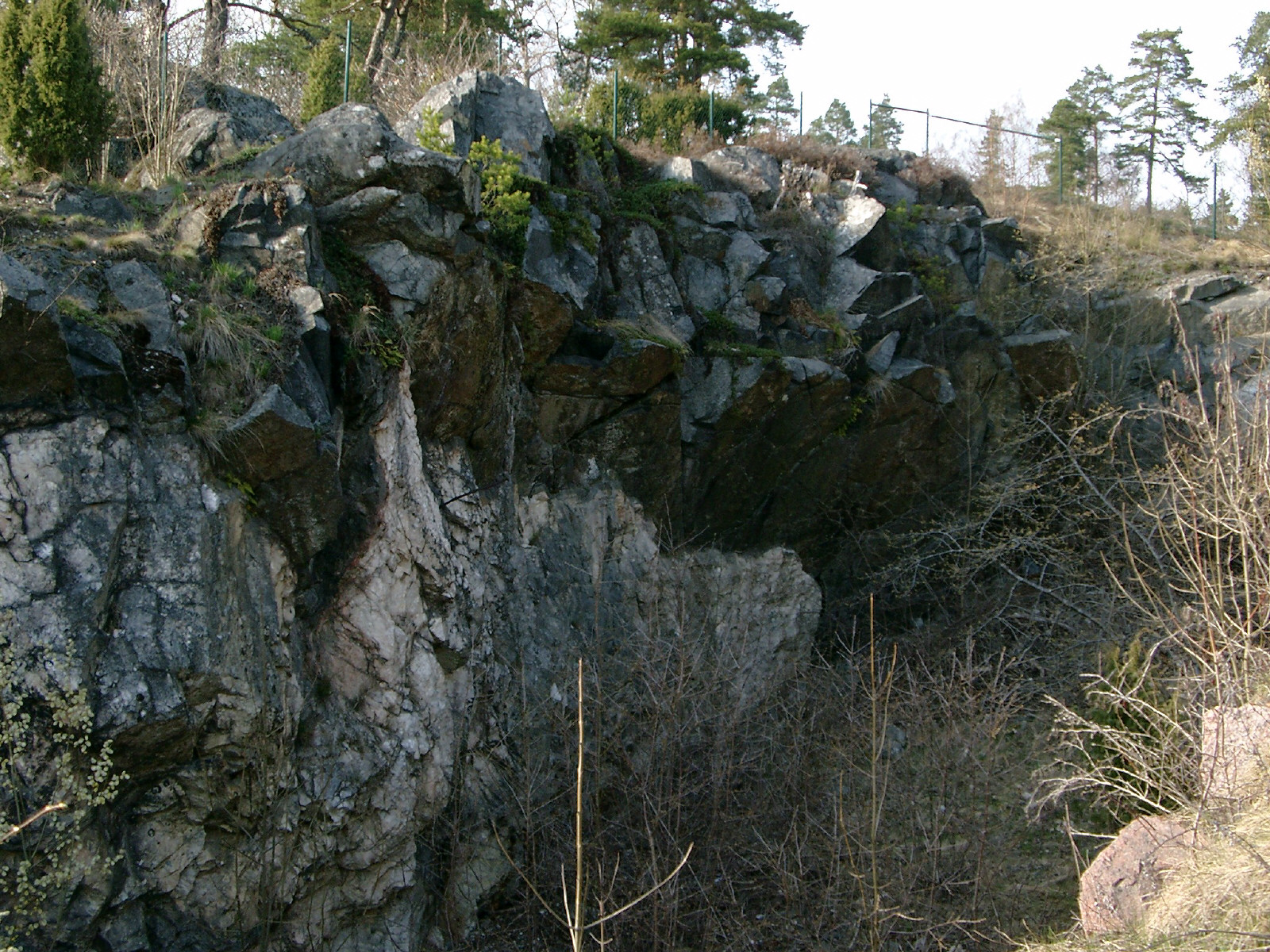
Mỏ đá Ytterby

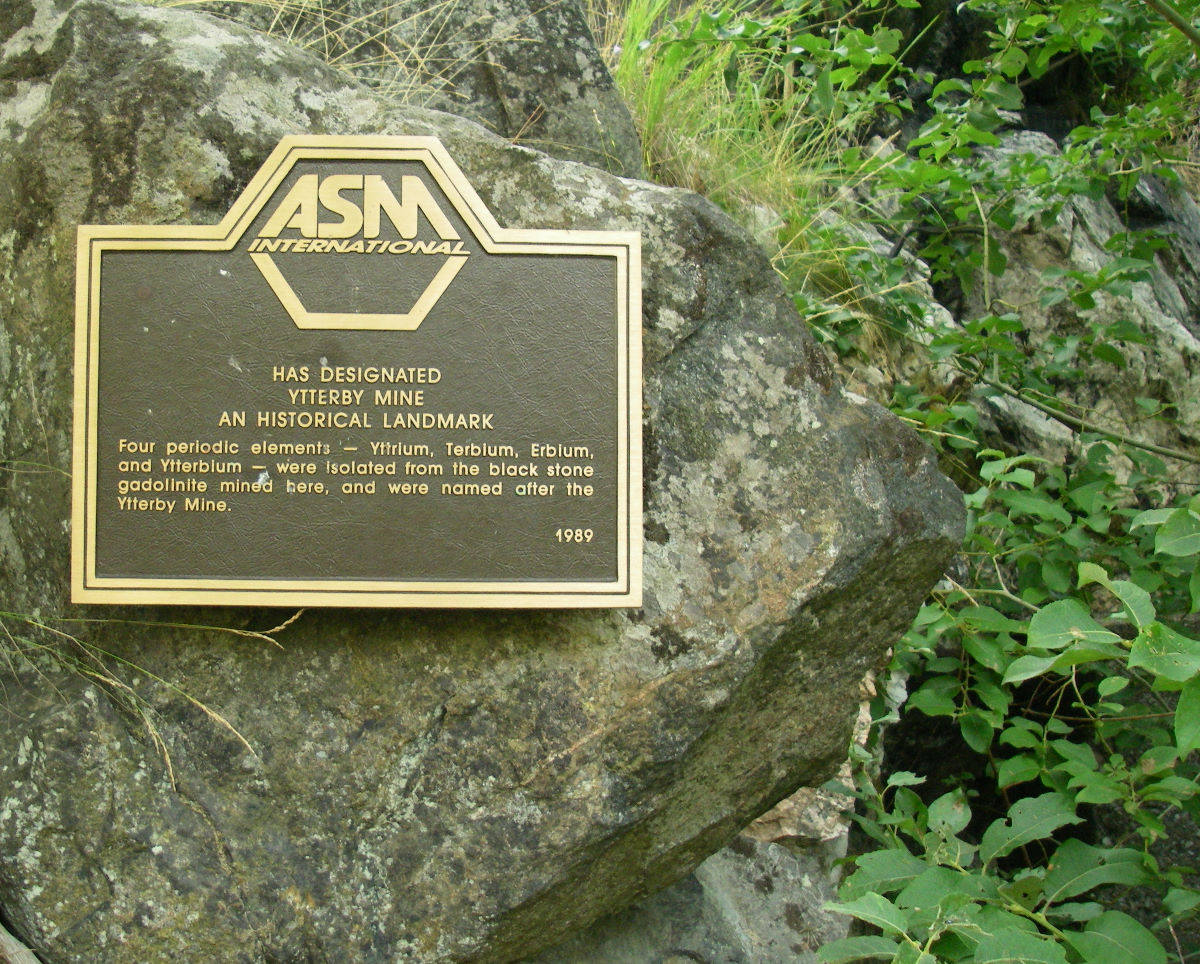
Bảng kỷ niệm của hiệp hội ASM International tại lối vào mỏ Ytterby.

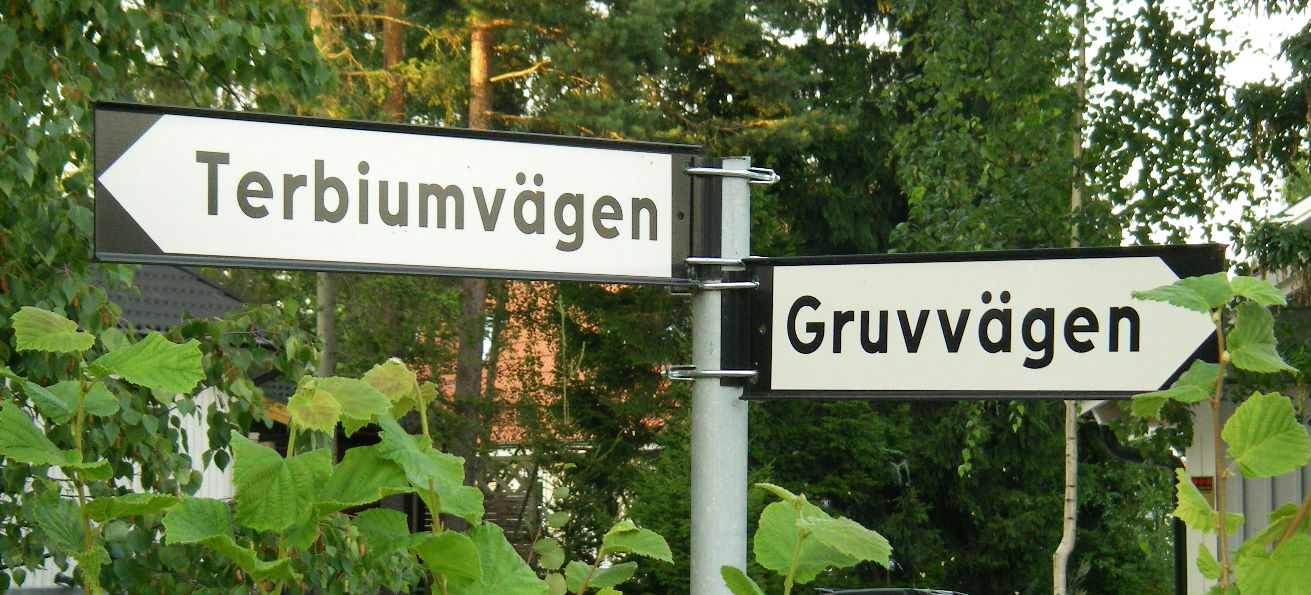
Terbiumvägen (đường Terbium) và Gruvvägen (đường Mỏ) gần mỏ Ytterby

Ytterby là một ngôi làng trên đảo Resarö, Vaxholm, Thụy Điển. Ytterby nổi tiếng vì có 4 nguyên tố hóa học được đặt tên theo nó là ytri, terbi, erbi, ytterbi, tất cả bốn nguyên tố trên đều bắt nguồn từ khoáng vật ytria được khai thác từ mỏ quặng tại đây.
Tại một mỏ đá và mỏ gần làng, khoáng sản đất hiếm ytria được phát hiện và đặt tên theo tên làng. Khoáng sản thô này cuối cùng đã được chứng minh là nguồn gốc của bốn nguyên tố mới được đặt tên theo các quặng khoáng sản và làng. Những nguyên tố này là ytrium (Y), erbium (Er), terbium (Tb), và ytterbium (Yb) và được mô tả lần đầu tiên một cách tương ứng vào các năm 1794, 1842, 1842, và 1878.